# 因为有你 (菅原纱由理单曲)
《因为有你》（日语：君がいるから，きみがいるから）是日本女歌手菅原紗由理的第二支单曲，於2009年12月2日由FOR LIFE MUSIC ENTERTAINMENT负责制作发布（发售方为Sony Music Distribution）。该首歌曲也是游戏《最终幻想XIII》日本版的主题曲，B面曲目《Eternal Love》也被用作同一游戏的插曲。

## 概要
- 《因为有你》被用作史克威尔艾尼克斯所制作的PlayStation 3游戏《最终幻想XIII》主題曲，是一首叙事风格歌曲。B面收录有同一游戏中所使用的插曲《Eternal Love》和节选自弗朗茨·李斯特的作品《爱之梦（日语：愛の夢）》的《Christmas Again》。[3]
- 2010年1月也成为了CBC广播Heavy Rotation《一起来唱歌吧！CBC广播（日语：いっしょに歌お!CBCラジオ）》的“当月之歌”。[4]

## 收录内容
CD
1. 君がいるから [5:50]
作詞：中嶋ユキノ（日语：中嶋ユキノ）・菅原紗由理、作曲：滨涡正志、編曲：Sin
2. Eternal love [4:32]
作詞：中嶋ユキノ・菅原紗由理、作曲：滨涡正志、編曲：Sin
3. Christmas Again [4:29]
作詞：松本一起（日语：松本一起）、作曲：弗朗茨·李斯特、編曲：Sin
4. 君がいるから（Instrumental）
5. Eternal love（Instrumental）
6. Christmas Again（Instrumental）

DVD（仅初回限定盤）
1. FINAL FANTASY XIII Promotion Video （东京电玩展公开版本）

## 现场演绎
在2009年11月29日举行的一场最终幻想游戏活动中，菅原纱由理面对在场2000多名最终幻想爱好者现场演绎《因为有你》和《Eternal love》。菅原也在2009年12月6日的“Music Japan”上作为插曲演唱《因为有你》。

## 评价

### 负面评价
单曲收到了来自评论者们的较差评价。RPGFan的江恩称其“缺乏特色”，并表示该单曲尤其是主打曲目令人感觉过度包装且无趣。尽管他对《Eternal Love》并不是十分在意，但他仍然认为这张CD是他最喜欢的“最终幻想”系列主题单曲。Square Enix在线音乐对此次发售也有相似的看法，称它为“平淡”。他们认为即使《因为有你》比《Eternal Love》和《My Hands》（最终幻想XIII英文版主题曲）的表现略好，但与其他最终幻想系列游戏主题曲以及菅原纱由理以往单曲的发售成绩看起来都还是比较令人失望的。

### 榜单表现
在Oricon单曲榜上《因为有你》最高排名第十一位。单曲在榜11周，共售出3.64万份，是她目前最畅销的单曲。歌曲的数字版本被 日本唱片協會认证为金质唱片。

## 专辑收录
- 《First Story（日语：First Story）》（#1、#2）